# Keldon Johnson
Keldon Wilder Johnson, född 11 oktober 1999 i Chesterfield i Virginia, är en amerikansk professionell basketspelare (SF/SG) som spelar för San Antonio Spurs i National Basketball Association (NBA).
Han draftades av San Antonio Spurs i första rundan i 2019 års draft som 29:e spelare totalt.
Innan Johnson blev proffs studerade han vid University of Kentucky och spelade för universitetets idrottsförening Kentucky Wildcats.